# C 61000
Ne doit pas être confondu avec BB 61000.
,
Les C 61000 de la SNCF, appelées à l'origine 030 DA, sont des locomotives de manœuvre (et non des locotracteurs comme on le pense souvent). Ces locomotives diesel-électriques sont utilisables, soit accouplées avec les trucks moteurs TC 61100, soit 2 engins,dos à dos, pour un plus grand effort de traction, sans qu'il soit nécessaire d'effectuer un grand déplacement, de la part du conducteur, les 2 cabines de conduite formant un seul ensemble.
Elles sont destinées à travailler dans les gares de triage, à assurer les manœuvres des wagons ou à parcourir des lignes secondaires peu fréquentées. Mises en service entre 1950 et 1953, les dernières d'entre elles sont radiées des inventaires de la SNCF en 1985 mais neuf unités connaissent une seconde carrière en tête des trains de travaux sur les lignes RER exploitées par la RATP.

## Genèse de la série

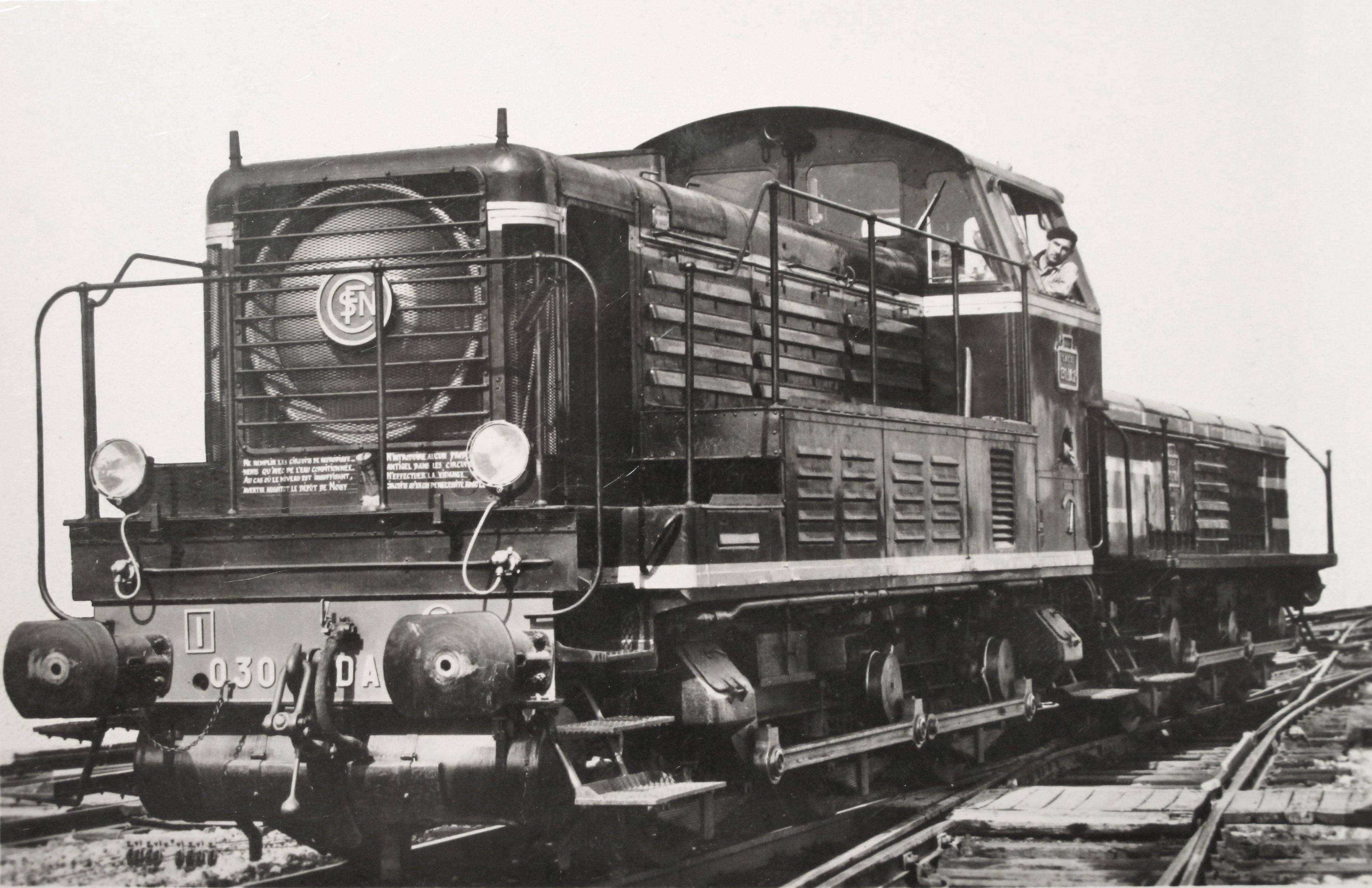
Locomotive SNCF diesel électrique série 030 DA avec son truck.

Dès la fin de la Seconde Guerre mondiale, la SNCF cherche à développer son parc de locomotives diesel. Elle a notamment besoin d'un engin compact et disposant d'une bonne adhérence pour assurer les services de manœuvres dans les gares et les travaux dans les triages, mais également de faible charge à l'essieu pour pouvoir circuler sur des lignes secondaires. Les locomotives doivent pouvoir être couplables entre elles si l'usage nécessite un surcroît de puissance, ou être attelées avec un truck moteur auquel elles fournissent l'énergie électrique si une meilleure adhérence est recherchée. L'emploi dans les triages exige que la locomotive soit en mesure de circuler à très faible vitesse, ce que la transmission électrique permet.
Ces locomotives, initialement numérotées 030 DA 1 à 48 sont ré-immatriculées C 61001 à 61048 en 1962.

## Description
Le châssis des C 61000 est construit par la Compagnie des forges et aciéries de la Marine et d'Homécourt, le moteur par la Compagnie de construction mécanique procédés Sulzer tandis que l'appareillage électrique et l'assemblage sont confiés à la Compagnie électro-mécanique.

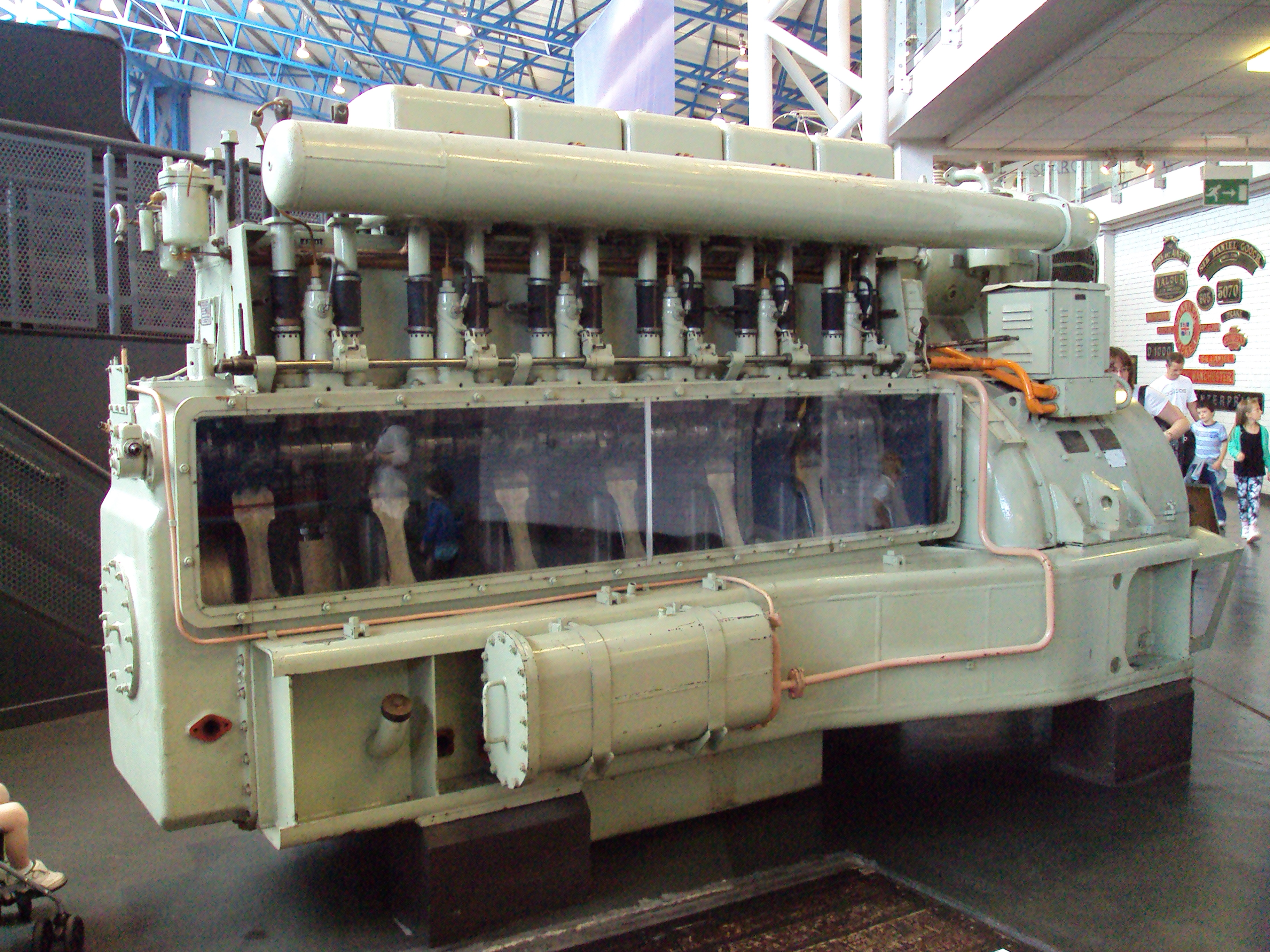
Moteur Sulzer 6 LDA.

Les C 61000 sont des engins diesel-électriques à trois essieux moteurs avec bielle d'accouplement. Un moteur Diesel Sulzer à 6 cylindres entraîne une génératrice alimentant en courant continu les deux moteurs électriques de traction. Ces derniers entraînent les essieux d'extrémité. L'essieu médian est relié aux deux autres par une bielle de chaque côté de la locomotive. La puissance des C 61000 leur donne droit à l'appellation de locomotive, le terme de locotracteur étant réservé à des engins de puissance inférieure à 221 kW (300 ch).
Une génératrice principale, calée sur l'arbre du vilebrequin du moteur diesel, alimente en courant continu les moteurs de traction. Ceux-ci fonctionnent en série jusqu'à la vitesse de 20 km/h et en parallèle jusqu'à 60 km/h. En cas d'avarie du moteur Diesel ou de la génératrice, sur de courtes distances, les moteurs électriques peuvent être directement alimentés par les batteries, ce qui permet à la locomotive de dégager la voie ou même de rejoindre le dépôt.
L'air comprimé est fourni par deux compresseurs ; l'un est entraîné directement par le moteur, l'autre par un moteur électrique branché sur les batteries. Les locomotives emportent 1 890 l de gazole dans trois réservoirs qui communiquent.
À l'inverse des autres séries de locomotives diesel françaises à une seule cabine, les C 61000 ne comportent qu'un seul capot qui renferme l'ensemble des équipements, groupe moteur et son système de refroidissement, génératrice, compresseurs, etc. Les batteries, qui servent à alimenter la génératrice comme démarreur pour lancer le moteur, prennent place sous les tabliers latéraux, de part et d'autre du capot. L'optimisation d'un espace réduit où sont logés tous ces équipements fait que ces locomotives ne sont pas réputées pour l'accessibilité de leurs organes.
Locomotives et truck moteurs portent une livrée « vert celtique 301 » avec bandes de visibilité « jaune jonquille 401 », ces dernières étant plus nombreuses et plus larges dans la seconde partie de la vie des locomotives. Les angles arrière de la cabine sont pourvus de niches permettant à des agents de manœuvre de se tenir debout sur les marchepieds sans engager le gabarit et la face arrière de cette cabine est percée d'une porte d'intercirculation, utilisable lorsque deux locomotives sont couplées cabine contre cabine.
La série connaît peu de modifications pendant sa carrière, la plus visible étant le report de l'échappement sur le toit de la cabine pour améliorer la visibilité du conducteur.

## Carrière

### Services effectués
La construction des locomotives débute dès 1946, les livraisons des 48 unités commandées par la SNCF s'échelonnant de 1950 à 1952.
Ces engins ont surtout été utilisés à la manœuvre dans les gares et les triages soit avec truck en bosse de débranchement, soit en unités multiples  (UM) accouplées cabine contre cabine. Le refoulement se faisait sans parcourir plus d'un mètre par le CRMV (conducteur de manœuvre). Leur remplacement par les BB 63000 ne permet pas cette souplesse.
En raison du mouvement alternatif de leurs bielles, les C 61000 sont parfois surnommées « Danseuses », ou « Chameaux » lorsqu'elles sont accouplées à un truck TC 61 100.

### Dépôts titulaires
- Dunkerque[8]
- Fives (Lille)[8]
- La Plaine[8]
- La Rochelle[8]
- Le Havre[8]
- Rennes[8]
- Niort[8]
- Noisy-le-Sec[8]
- Chalindrey[8]
- La Villette[9],[10]
- Lens[9],[10]
- Sotteville[9],[10]

Dépôts titulaires des C 61000.

Les derniers représentants de cette série sont amortis le 30 juillet 1985,.

## Les C 61000 hors de la SNCF
Quatre locomotives supplémentaires (sans truck) ont été produites :
- une pour la RATP, qui acquiert cet engin neuf de construction en 1950 pour remplacer une locomotive à vapeur de type 020 T ;
- deux pour EDF, assurant des manœuvres dans l'enceinte de centrales thermiquesà charbon, revendues à SECO/DG ;
- une pour les Houillères du Bassin de la Loire, utilisée à la cokerie de la Silardière près de Saint-Étienne.

Outre l'exemplaire acheté neuf, la RATP rachète à la SNCF entre juin 1973 et 1985, au fur et à mesure de leur radiation, dix autres unités pour ses besoins liés à la modernisation de la ligne de Sceaux. C'est ainsi que sept engins, plus le modèle acheté neuf, sont attribués à la ligne de Sceaux et trois autres à la ligne A où elles sont destinées à la traction des trains de travaux. Selon le profil de la ligne, une locomotive seule peut remorquer jusqu'à 1 500 t. La RATP utilise également des BB 63500 pour ses trains de travaux mais les C 61000, moins polluantes, sont préférées  pour les interventions sous les tunnels.
La société Travaux du Sud-Ouest rachète à la SNCF trois unités (61005, 61032 et 61034) après leur radiation. Les locomotives sont repeintes en jaune avec filets rouges.

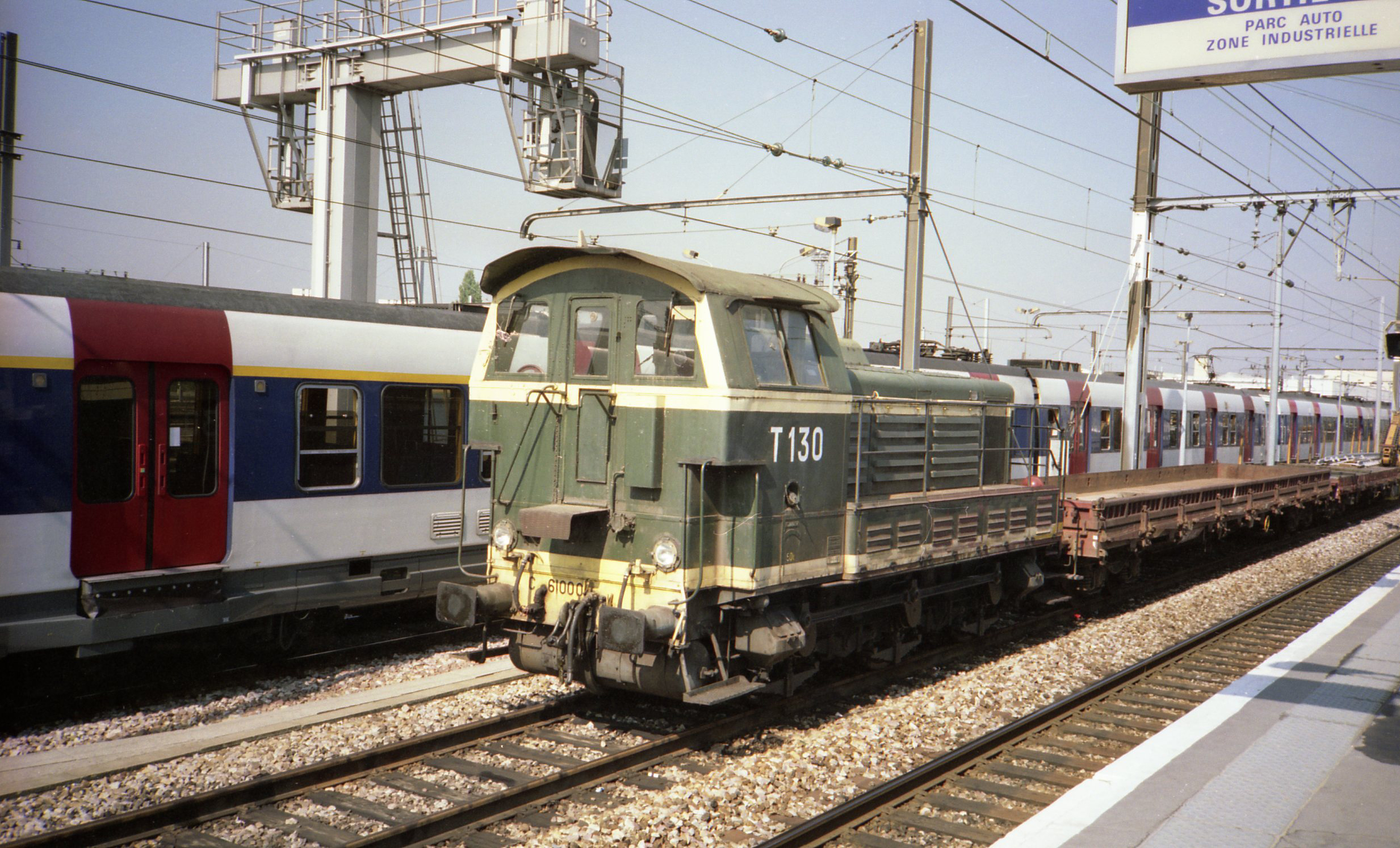
Locomotive RATP T 130 dans les années 1980.
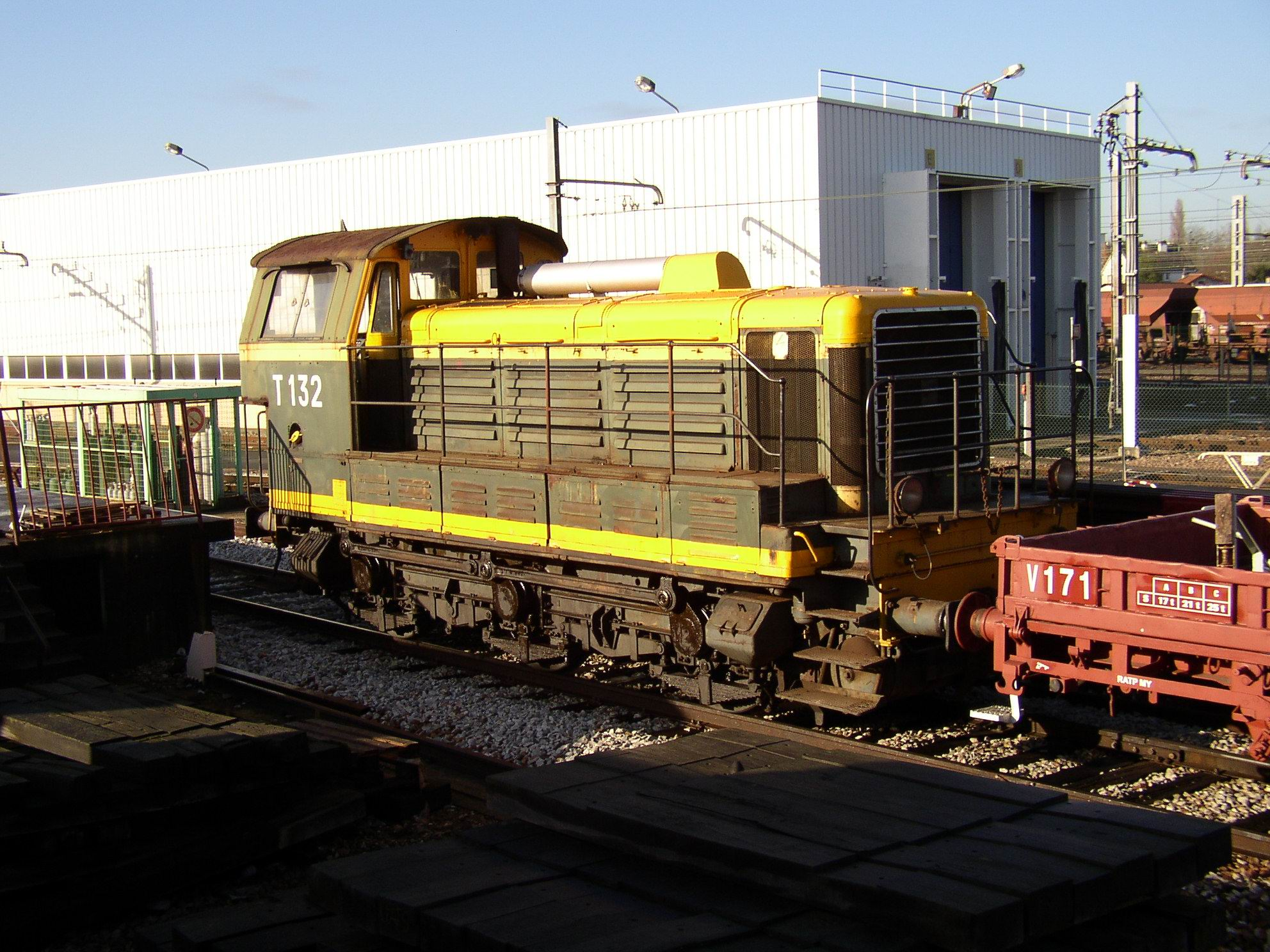
Locomotive RATP T 132 en 2012.

## Exemplaires préservés
- C 61041 Chemin de fer touristique du Vermandois
- C 61042 Chemin de fer de la Vendée

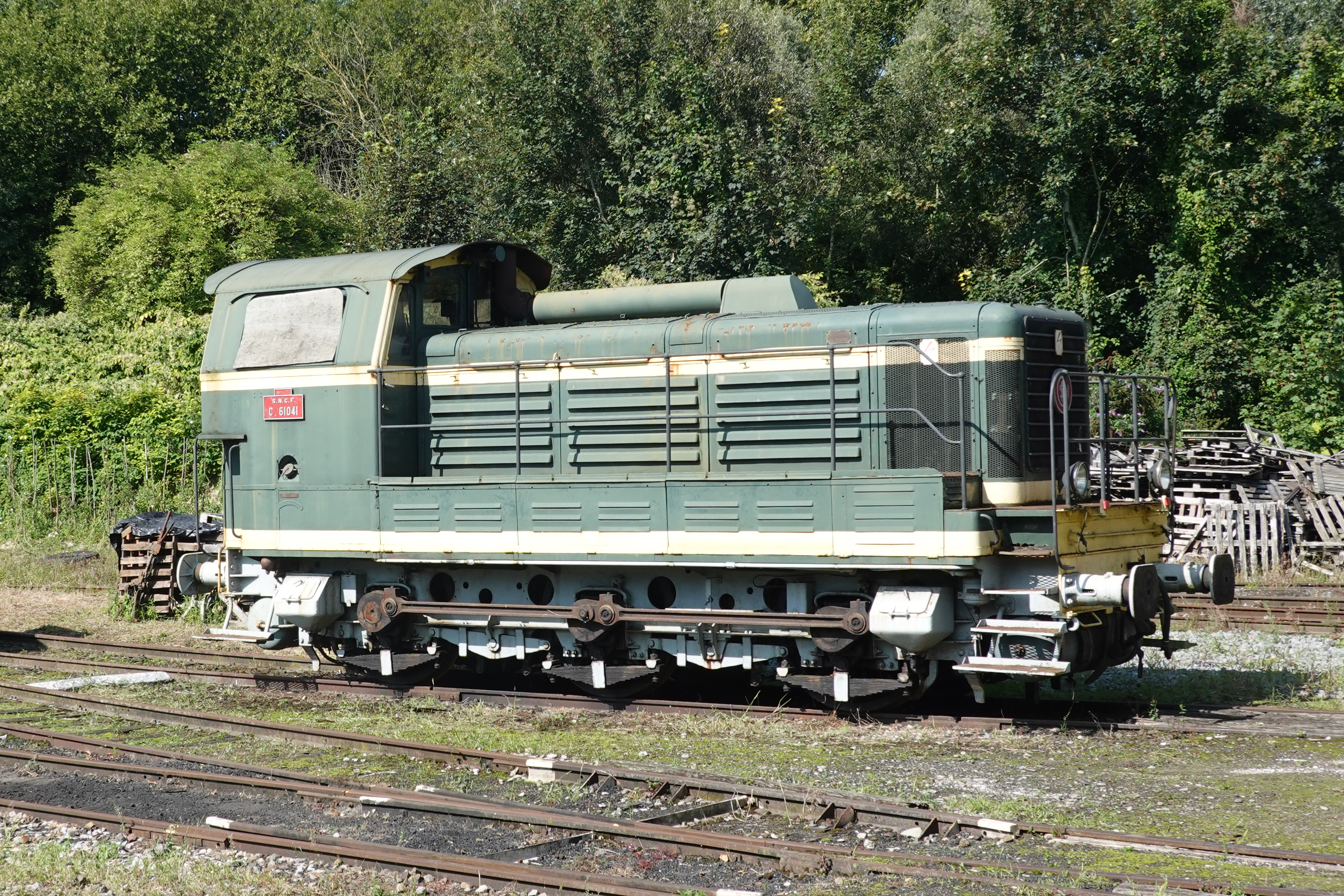
Le C 61041 préservé par le Chemin de fer touristique du Vermandois.
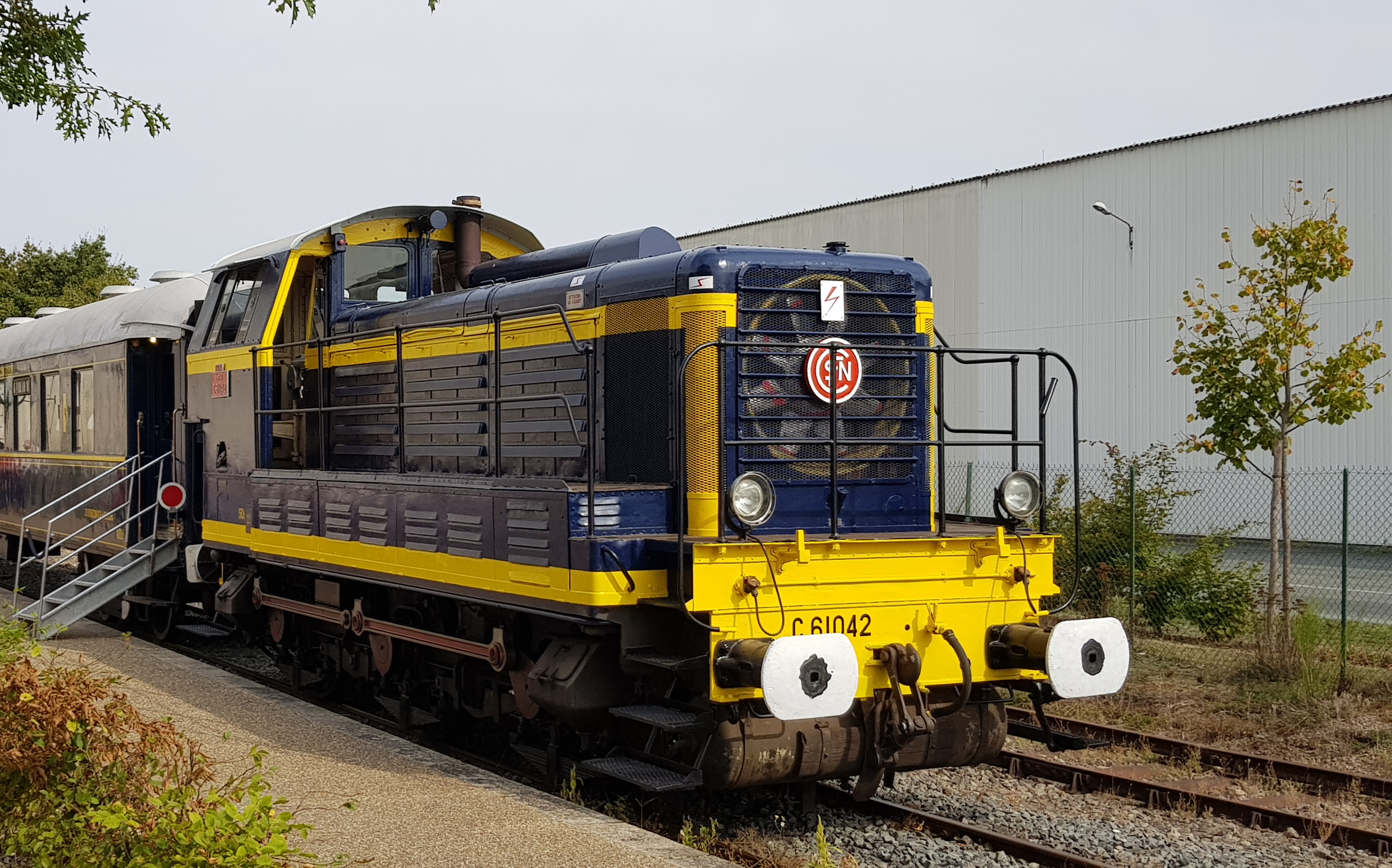
Le C 61042 préservé par le Chemin de Fer de la Vendée.

## Modélisme

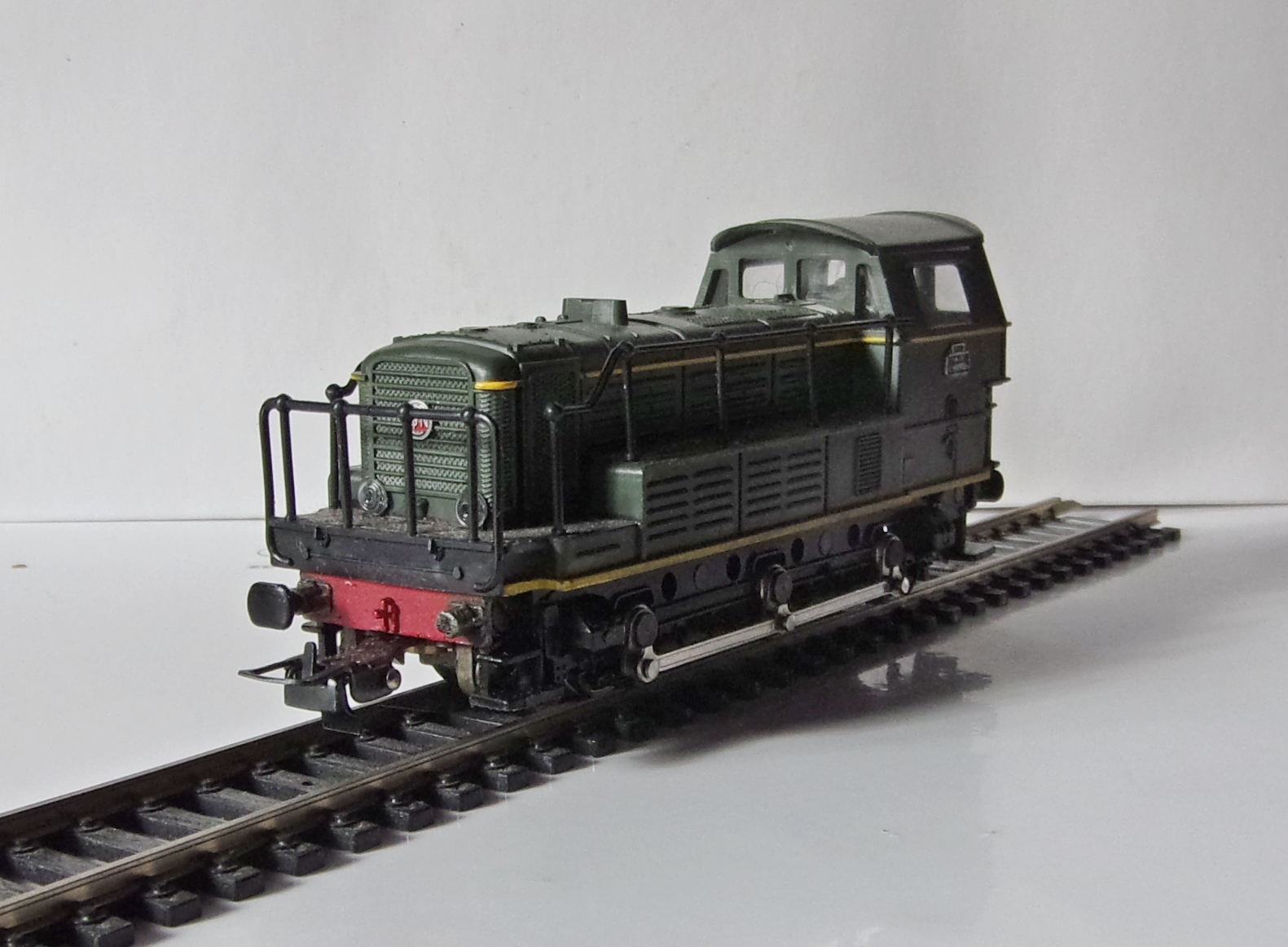
C 61006 avant modifications - HOrnby acHO.

Les C 61000 ont été reproduites en HO par les marques Jep, Lima, HOrnby acHO et Jouef (à partir de 1979 puis repris par Hornby-Jouef en 2008).
Aucune reproduction du truck moteur TC 61100 par une marque de grande diffusion n'est connue. Cependant, un kit en résine à mettre sur une base Jouef (non fournie) est proposé par l'artisan L'Obsidienne.
La société catalane Ibertren a fabriqué ce modèle à l’échelle N (1:160) à la fin des années 1970.